# フロントミッション ヒストリー
『フロントミッション ヒストリー』(FRONT MISSION HISTORY)は、スクウェア・エニックスより発売されたPlayStation用ゲームソフト。
シミュレーションRPG「フロントミッションシリーズ」のうち『1ST』～『3rd』がセットになった特別パッケージ。同シリーズに登場する兵器「ヴァンツァー」のトレーディングアーツも同梱されている。また、各CD-ROMはピクチャーレーベル仕様になっており、それぞれ天野喜孝、末弥純、山田章博によるキャラクターイラストがプリントされている。
2003年12月18日発売の『FRONT MISSION4』にあわせた「フロントミッションプロジェクト」の一環として発売された。

## 収録タイトル
フロントミッションザ・ファースト
1995年2月24日にスーパーファミコン用として発売され、2003年10月23日にPlayStation用に新シナリオを加えてリメイクされたシリーズ第1作。2090年のハフマン島を舞台にしたO.C.U.とU.S.N.の戦い（第二次ハフマン紛争）が描かれている。キャラクターデザインは天野喜孝。
フロントミッションセカンド
1997年9月25日にPlayStation用として発売されたシリーズ本編第2作。ヒストリーに同梱されているバージョンは戦闘アニメーションのカット機能が追加されている。2102年にアロルデシュで発生したクーデター事件が描かれている。キャラクターデザインは末弥純。
フロントミッションサード
1999年9月2日にPlayStation用として発売されたシリーズ本編第3作。2112年の日本を舞台にした戦いが描かれている。キャラクターデザインは山田章博。